# Papa Marcel al II-lea
Papa Marcel al II-lea (n. 6 mai 1501, Montefano, Marchia Anconitana, Statele Papale – d. 1 mai 1555, Roma, Statele Papale) a fost un papă al Romei timp de 22 de zile.